# عشرة آلاف وردة
"عشرة آلاف وردة: صُنع ثورة نسوية" هو كتاب للصحفية الكندية (جودي ريبيك). يتناول تجارب أكثر من 100 امرأة نسوية في كندا خلال الفترة من 1960 إلى 1990.

## تحليل الكتاب
«عشرة الاف وردة» مبني زمنيًا على مدار أخر أربعة عقود من النشاط النسوي الشديد في كندا، من 1960 ومرورًا ب 1990. لكل عقد في كتاب (ريبيك), تبدأ بتأطير الحركة في المناخ الاجتماعي والسياسي والاقتصادي الأوسع لكل فترة، ناظرة بالتحديد إلى إطار أمريكا الشمالية. تتضمن (ريبيك) أيضًا مراجع موجزة لحركات العدالة الاجتماعية الأخرى في نفس الفترة. (مثل الحركة ضد حرب فيتنام في الستنينات والسبعينات) وكيف تفاعلت النسوية معهم. كل فصل يركز على قطاع معين (مثل حركة النساء في كويبيك أو معاناة السكان الأصليين من النساء) أو قضية (مثل عنف الرجال ضد النساء، أو رعاية الطفل)، أو حركة جماعية (مثل قافلة الإجهاض).
من ضمن العشرين فصل، خُصص ثُلث الكتاب للقضايا مثل العنف ضد المرأة، والإجهاض، ورعاية الطفل، وتاكفؤ الفرص في محل العمل والأجور وما إلى ذلك. تُناقش هذه القضايا لتوضح كيف تؤثر القضايا المادية الرئيسية التي ما زالت تشكل مشكلة على النساء. والعديد من الفصول مُكرسة للقضايا الفردية، مثل الفصل الذي كتبته (كارا جيليز) عن «الإتجار». أخرون لديهم عدة قضايا تمت مواجهتها من وجهة نظر سياسية وصولًا للإعاقات والصفات الجسدية التي تمتلكها النساء.

## الإستقبال
كان الإستقبال الحيوي ل«عشرة الاف وردة» إجابيًا بشكل عام. (شيريل شيدا) من مجلة «دراسات المرأة الكندية» مدحت الرواية على وصفها بدقة حركة النسويات في كندا مع موازاة التغيرات الاجتماعية الرئيسية الأخرى في نفس الفترة. ذكرت (شيدا) أن «هذا الكتاب ينتمي إلى كل مكتبة في كندا، سواء كان في مدرسة ثانوية، كلية أو جامعة، كونه جزء مهم من تاريخنا، شهده الذين عاشوه». مدح مُقَيم اخر الكتاب لتنسيقه السهل قرائته، ولوقعه على الحركة النسوية، ذاكرًا أن: «عشرة الاف وردة يظهر الجروح والنجوم و كلاهما تجسيد لحركتنا».
وبعض النقاد يعرضون بالفعل نقدًا سلبيًا. فمثلًا، مع أن أحد المُقَييمين مدح الكاتب على وقعه وتتبعه للنسوية الكندية، إلا أنه يوجد تحيز واضح نحو «لجنة العمل الوطنية المعنية بوضع المرأة», فشلًا في ذكر منظمات نسوية أخرى. فكما يذكر التقييم: «ربما يعاب كتاب (ريبيك) لكونه متحيز بشدة للجنة العمل الوطنية، فالكثير من النساء في كندا-الأغلبية الصامتة المُستخف بها-تؤيد أهداف النسوية بدون ضرورة الانضمام إلى منظمات. الكثير من الناشطين الذين كانوا أعضاء في منظمات المرأة، من ضمنها لجنة العمل القومية، مع ذلك أختاروا ألا يشاركوا في مؤتمرات لجنة العمل القومية».